# Rose (prénom)
Pour les articles homonymes, voir Rose.
Rose est un prénom féminin, principalement fêté le 23 août.

## Étymologie
Rose vient du nom commun latin rosa, utilisé comme nom de femme.

## Variantes
Il a pour variantes ou dérivés Marie-Rose, Rosa, Rosabelle, Rosalba, Rosanette, Rosanna, Rosanne, Rose-Anne, Rosella, Roselie, Roselis, Roselise, Roselita, Roselia, Roselle, Rose-Marie, Rose-Aimée, Rose-Aimé, Rose-May, Roseta, Rosetta, Rosette, Rosie, Rosine, Rosita, Rosy, Rozenn, Sharon et Rosyne.

## Popularité du prénom
Au début de 2010, près de 49 000 personnes étaient prénommées Rose en France. C'est le 131e prénom le plus attribué au siècle dernier dans ce pays. L'année où il a été attribué le plus est 2018, avec un nombre de 2719 naissances.

## Personnes portant ce prénom
- Pour voir tous les articles concernant les personnes portant ce prénom, consulter les pages commençant par Rose.

## Saints des églises chrétiennes
- Plusieurs saintes portent le nom de Rose : voir sainte Rose .